# Rhodactina himalayensis
Rhodactina himalayensis är en svampart som beskrevs av Pegler & T.W.K. Young 1989. Rhodactina himalayensis ingår i släktet Rhodactina och familjen Boletaceae.   Inga underarter finns listade i Catalogue of Life.